# University of St. Thomas (Minnesota)
Die University of St. Thomas (UST) ist eine katholische Privatuniversität mit Sitz in Saint Paul im US-amerikanischen Bundesstaat Minnesota. Sie wurde 1885 als katholisches Theologisches Seminar gegründet. Die Universität wurde nach dem katholischen Philosophen Thomas von Aquin benannt. Zurzeit sind etwa 10.000 Studenten dort eingeschrieben. Der ursprüngliche Campus I der Universität befindet sich in St. Paul direkt am Mississippi, wohingegen der neuere Campus II sich in der Innenstadt von Minneapolis befindet. Seit 2013 führt die Präsidentin Julie Sullivan – und mit ihr zum ersten Mal eine Frau – die Geschäfte der Universität.

## Schulen und Fakultäten
- College of Arts & Sciences
- College of Applied Professional Studies
- Graduate Programs in Software
- Opus College of Business
- School of Education
- School of Engineering
- School of Law
- Graduate School of Professional Psychology
- School of Social Work
- Saint Paul Seminary School of Divinity

## Sport
Die Teams von St. Thomas sind die Tommies. Sie waren 1920 Gründungsmitglied der Minnesota Intercollegiate Athletic Conference (MIAC), eine Conference der Division III der National Collegiate Athletic Association (NCAA). Innerhalb dieser Conference sind sie mit der annähernd der dreifachen Studentenzahl des Conferenceschnitts die größte Schule. Nachdem die Tommies sowohl bei den Männern, als auch bei den Frauen zwölf Jahre in Folge die All-Sports Trophy gewannen, wurden sie 2019 aus der Conference herausgewählt. Sie verbleiben noch bis 2021 in der MIAC, können jedoch auch früher ausscheiden, falls sie zuvor eine andere Conference finden.
Im Oktober 2019 gab St. Thomas bekannt, dass ein direkter Wechsel von der NCAA-Division III zur Division I geplant sei, ein Schritt, der in der modernen Geschichte der NCAA noch nie stattgefunden hatte. Die Universität gab außerdem bekannt, dass sie im Juli 2021 eine Einladung zum Beitritt zur Summit League erhalten hatte. Die NCAA genehmigte den Antrag von St. Thomas, am 15. Juli 2020 direkt in die Division I zu wechseln. Von den 21 Teams der Tommies werden 18 am 1. Juli 2021 der Summit League beitreten. Die Football-Mannschaft wird der Pioneer Football League beitreten. Die Eishockeymannschaft der Männer wird der zweiten Version der Central Collegiate Hockey Association beitreten, einer Liga, deren erste Version nach der Saison 2012/13 ihren Betrieb einstellte. Die Eishockeymannschaft der Frauen wird der Western Collegiate Hockey Association beitreten.